# 山浦愛幸
山浦 愛幸（やまうら よしゆき、1946年7月30日 -  ）は、日本の経営者。八十二銀行頭取を務めた。

## 来歴・人物
長野県出身。1969年に東京大学農学部を卒業し、同年4月に八十二銀行に入行した。1998年6月に取締役に就任し、1999年6月に常務、2003年6月に専務を経て、2005年6月に頭取に就任。2013年6月に会長に就任し、2020年6月には顧問に就任。
2019年11月に旭日中綬章を受章。